# Stephen Jelley

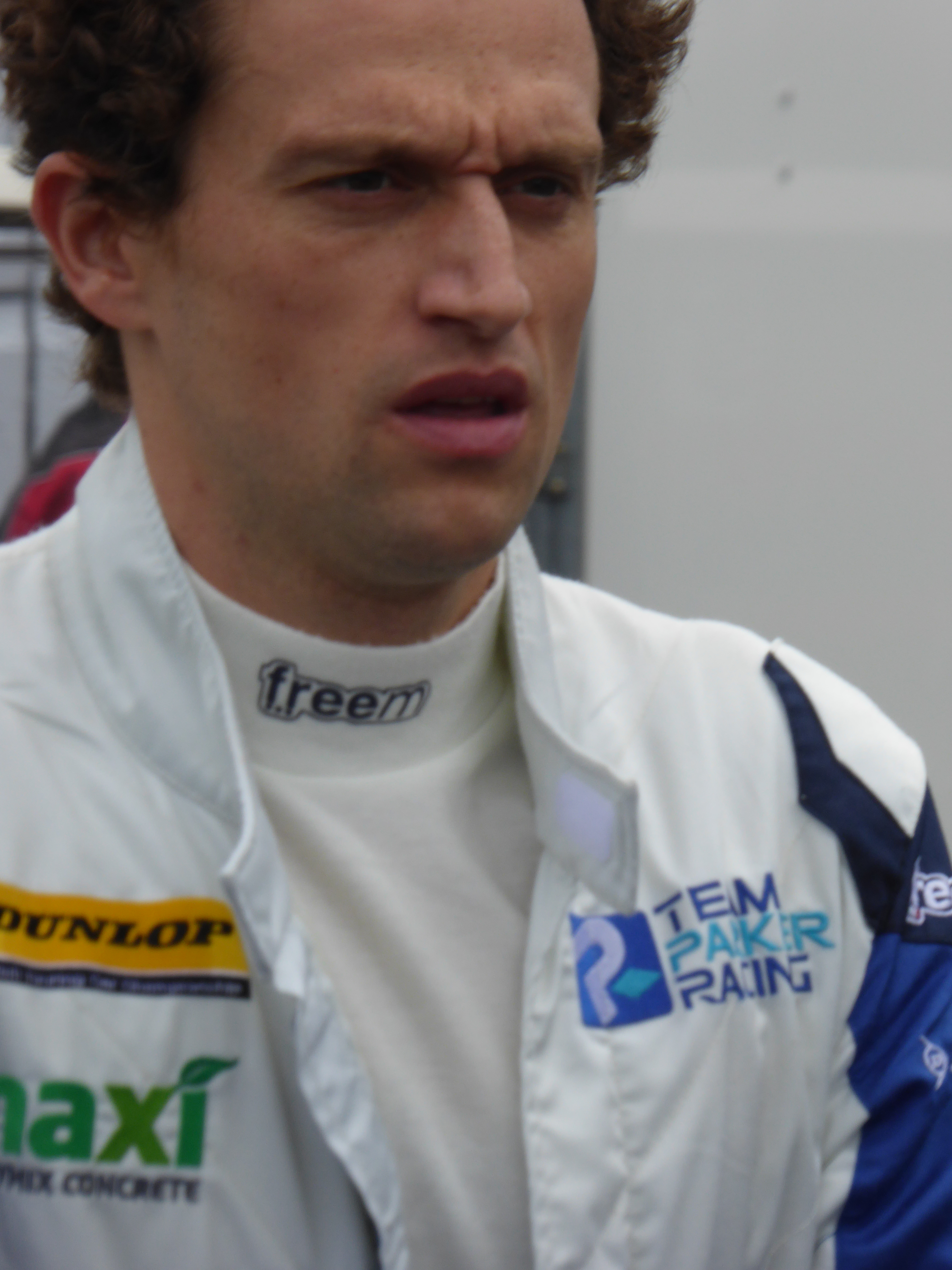
Stephen Jelley

Stephen Jelley (* 12. Mai 1982 in Leicester) ist ein britischer Rennfahrer.

## Karriere
Jelleys Motorsportkarriere begann 2000 in der britischen Formel Ford BRDC und war auch im folgenden Jahr in dieser Serie aktiv. 2002 wechselte er dann in die britische Formel Ford Junior. 2003 gewann Jelley den Vizemeistertitel dieser Serie. Daraufhin wechselte Jelley in die B-Klasse der britischen Formel 3 und gewann erneut einen Vizemeistertitel. Ein Jahr später wechselte Jelley in die A-Klasse der britischen Formel 3 und wurde für Menu F3 Motorsport startend 12. in der Gesamtwertung. Außerdem nahm Jelley an zwei Rennen der Formel-3-Euroserie teil. 2006 bestritt Jelley seine zweite Saison in der britischen Formel 3 und verbesserte sich für Räikkönen Robertson Racing startend auf den siebten Gesamtrang. 2007 ging Jelley wieder für Räikkönen Robertson Racing in der britischen Formel 3 an den Start und wurde mit zwei Siegen Dritter im Gesamtklassement.
2008 startete Jelley für ART Grand Prix in der ersten Saison der GP2-Asia-Serie. Während sein Teamkollege Romain Grosjean Meister der Serie wurde, gelang es Jelley bei keinem Rennen einen Punkt zu holen. Daraufhin wechselte Jelley in die BTCC, in der er zum Saisonende den 15. Platz in der Gesamtwertung belegte.

## Statistik

### Karrierestationen
- 2000: Britische Formel Ford BRDC
- 2001: Britische Formel Ford BRDC
- 2002: Britische Formel Ford Junior
- 2003: Britische Formel Ford Junior (Platz 2)
- 2004: Britische Formel 3, Klasse B (Vizemeister)
- 2005: Britische Formel 3 (Platz 12)
- 2006: Britische Formel 3 (Platz 7)
- 2007: Britische Formel 3 (Platz 3)
- 2008: GP2-Asia-Serie (Platz 24); BTCC (Platz 15)